# Стража (Кепушу-Маре, Клуж)
Стража (рум. Straja) — село у повіті Клуж в Румунії. Входить до складу комуни Кепушу-Маре.
Село розташоване на відстані 341 км на північний захід від Бухареста, 23 км на захід від Клуж-Напоки.

## Населення
За даними перепису населення 2002 року у селі проживали 104 особи, з них 101 особа (97,1%) румунів. Рідною мовою 101 особа (97,1%) назвала румунську.